# Quackwatch
Quackwatch é um website norte-americano, auto-descrito como uma "rede de pessoas" fundada por Stephen Barrett, que visa "combater fraudes relacionadas à saúde, mitos, modismos, falácias e má conduta" e se concentrar em "informações relacionadas ao charlatanismo que são difíceis ou impossíveis de obter em outro lugar". Desde 1996, opera o site de análise de medicinas alternativas quackwatch.org, que aconselha o público sobre remédios de medicina alternativa não comprovados ou ineficazes. O site contém artigos e outras informações criticando muitas formas de medicina alternativa.